# Piera Degli Esposti
Pour les articles homonymes, voir Esposti.
Piera Degli Esposti est une actrice italienne née le 12 mars 1938 à Bologne et morte le 14 août 2021 à Rome.

## Biographie
Piera Degli Esposti commence sa carrière au théâtre, jouant notamment au Teatro Stabile de L'Aquila sous la direction des metteurs en scène Antonio Calenda, Aldo Trionfo et Giancarlo Cobelli. Elle apparaît pour la première fois à la télévision dans le téléfilm Il conte di Montecristo (it) d’Edmo Fenoglio en 1966. L’année suivante, elle joue ses premiers rôles au cinéma dans Trio de Gianfranco Mingozzi et Fantômes à l'italienne de Renato Castellani. Elle obtient un petit rôle dans Médée de Pier Paolo Pasolini en 1969.
Des années 1970 aux années 2000, elle joue principalement pour le théâtre, apparaissant ponctuellement au cinéma et à la télévision, dans de nombreux seconds rôles mais également quelques interprétations de premier plan comme dans Ma mère... mon amour (1988) ou elle joue le rôle d’un mère anéantie par un chagrin d’amour. L'Histoire de Piera réalisé par Marco Ferreri en 1984, est basé sur son autobiographie. L’actrice y est interprétée par Isabelle Huppert.
À partir des années 2000, elle se fait plus présente au cinéma, principalement là encore dans des rôles secondaires. Elle remporte néanmoins plusieurs prix récompensant la qualité de son jeu d’actrice et sa capacité à incarner des rôles variés. En 2013, le réalisateur Peter Marcias réalise un documentaire intitulé Tutte le storie di Piera en son honneur.
Piera Degli Esposti meurt à l'hôpital Santo Spirito de Rome le 14 août 2021 de complications cardiaques et de problèmes pulmonaires.

## Filmographie

### Cinéma
- 1967 : Fantômes à l'italienne (Questi fantasmi) de Renato Castellani
- 1967 : Trio de Gianfranco Mingozzi
- 1969 : Médée de Pier Paolo Pasolini
- 1969 : A Nice Girl Like Me de Desmond Davis
- 1969 : Sous le signe du scorpion ( Soto il segno dello scorpione) des Frères Taviani
- 1973 : Les Grands Patrons (Bisturi, la mafia bianca) de Luigi Zampa
- 1981 : Rêves d'Or de Nanni Moretti
- 1981 : Scherzo del destino in agguato dietro l'angolo come un brigante da strada de Lina Wertmüller
- 1986 : Le Mal d'aimer (La coda del diavolo) de Giorgio Treves
- 1986 : Don Bosco de Leandro Castellani (it)
- 1988 : Ma mère, mon amour (L'Appassionata) de Gianfranco Mingozzi
- 1996 : Metalmeccanico e parrucchiera in un turbine di sesso e di politica de Lina Wertmüller
- 2002 : Le Sourire de ma mère (L'ora di religione: Il sorriso di mia madre) de Marco Bellocchio
- 2003 : Il vestito da sposa de Fiorella Infascelli
- 2004 : Corpo immagine de Marco S. Puccioni
- 2005 : Lettere dalla Sicilia de Manuel Gilberti
- 2006 : L’inconnue (La sconosciuta) de Giuseppe Tornatore
- 2006 : Tre donne morali de Marcello Garofalo
- 2008 : L'uomo che ama de Maria Sole Tognazzi
- 2008 : Il divo de Paolo Sorrentino
- 2009 : Giulia non esce la sera de Giuseppe Piccioni
- 2009 : L'Anniversaire de David (Il compleanno) de Marco Filiberti
- 2009 : Genitori e figli: Agitare bene prima dell'uso de Giovanni Veronesi
- 2011 : I baci mai dati de Roberta Torre
- 2011 : I bambini della sua vita de Peter Marcias
- 2013 : Benvenuto Presidente! de Riccardo Milani
- 2016 : Assolo de Laura Morante
- 2022 : Corro da te de Riccardo Milani

### Télévision
- 1966 : Il conte di Montecristo (it) d’Edmo Fenoglio

## Distinctions

### Récompenses
- Premio Eleonora-Duse 2001
- David di Donatello 2003 :  Meilleure actrice dans un second rôle pour Le Sourire de ma mère (L'ora di religione: Il sorriso di mia madre).
- David di Donatello 009 : Meilleure actrice dans un second rôle pour Il divo
- Globes d'or 2011  : Meilleure actrice pour I bambini della sua vita